# Vandijkophrynus
Vandijkophrynus Frost et al., 2006 è un genere di anfibi anuri della famiglia Bufonidae.

## Tassonomia
Comprende le seguenti specie:
- Vandijkophrynus amatolicus (Hewitt, 1925)
- Vandijkophrynus angusticeps (Smith, 1848)
- Vandijkophrynus gariepensis (Smith, 1848)
- Vandijkophrynus inyangae (Poynton, 1963)
- Vandijkophrynus nubicola (Hewitt, 1927)
- Vandijkophrynus robinsoni (Branch and Braack, 1996)